# Herbert Marxer
Herbert Marxer (* 15. Mai 1952 in Eschen) ist ein ehemaliger liechtensteinischer Skirennläufer.

## Biografie
Bei den Olympischen Winterspielen 1972 war Marxer Teil der Olympiamannschaft von Liechtenstein. Er startete im Slalom, Riesenslalom und im Abfahrtsrennen. Im Riesenslalom beendete er das Rennen mit Platz 24 und das Abfahrtsrennen auf Platz 26. Im Slalom schied er im ersten Durchgang bereits aus. Zudem gewann er bei der Universiade 1975 in Livigno Bronze in der Kombination.